# 易华仁
易华仁 （羅馬化：Cuppiramaṇiyam Īsvaraṉ；1962年6月14日—）是一位新加坡印度裔前政治人物，曾在2018年至2024年期间担任贸易与工业部部长（主责贸易关系），并在2021年至2024年期间担任交通部部长。 作为执政的人民行动党的前党员，他在2001年至2024年期间担任西海岸集选区国会议员。
在进入政界之前，易华仁曾在公共和私营部门的各种组织中工作，包括淡马锡控股和新加坡贸易与工业部。易华仁于1997年首次参加选举，成为人民行动党四人团队的一部分，参与西海岸集选区的角逐，赢得了70.14%的选票。
易华仁在2011年至2015年期间担任总理公署部长，在2015年至2018年期间担任贸易与工业部部长（工业），并在2018年至2021年期间担任通讯及新闻部部长。
2024年1月18日，易华仁因涉及贪腐案而辞去交通部长职务，并退出人民行动党。2024年10月3日，新加坡高等法院裁定易华仁以公职人员身份索取与接受贵重物品罪成，判监12个月。

## 教育
易华仁就读于圣安德烈书院和新加坡国家初级学院，后在阿德莱德大学以一等荣誉毕业，主修经济学，并获得科伦坡计划奖学金资助。他还持有哈佛大学颁发的公共行政硕士学位。

## 个人生活
易华仁已婚，妻子名为凯·玛丽·泰勒，共育有一女两子。